# 대한민국 민법 제106조
틀:사실인관습
대한민국 민법 제106조는 사실인 관습에 대한 민법총칙 조문이다.

## 조문
제106조(사실인 관습) 법령 중의 선량한 풍속 기타 사회질서에 관계없는 규정과 다른 관습이 있는 경우에 당사자의 의사가 명확하지 아니한 때에는 그 관습에 의한다.

第106條(事實인 慣習) 法令 中의 善良한 風俗 其他 社會秩序에 關係없는 規定과 다른 慣習이 있는 境遇에 當事者의 意思가 明確하지 아니한 때에는 그 慣習에 依한다.

## 비교조문
일본민법 제92조 (임의규정과 다른 관습) 법령 중의 공공의 질서에 관한 것이 아닌 규정과 다른 관습이 있는 경우에 있어서, 법률행위의 당사자가 그 관습에 의한 의사를 가지고 있는 것으로 확인된 때에는 그 관습에 좇는다.

## 사례
한 농촌 지역에서는 논을 임대할 때 보통 말로 구두로 약정하고, 계약 기간은 관습적으로 3년으로 간주된다. A씨는 자신의 논을 B씨에게 구두로 임대해 경작하게 했고, 계약서를 작성하지 않았는데 1년 뒤 A씨는 갑자기 “계약 기간은 1년이었다”며 논을 돌려달라고 요구하자 B씨는 지역의 관습에 따라 3년간 사용할 수 있다고 믿고 농작 준비를 계속한다. 민법상 임대차 계약에 명문 규정은 있으나, 계약 기간에 대해서는 법령과 달리 지역 관습이 존재하고 해당 관습은 선량한 풍속이나 사회질서에 반하지 않으므로 민법 제106조에 따라 이 지역에서 널리 인정된 관습(3년 계약)이 당사자의 불명확한 의사를 보충하게 된다. 따라서 B씨는 3년간 논을 사용할 수 있는 권리를 주장할 수 있다.

## 판례
- 무릇 사실인 관습은 일상생활에 있어서의 일종의 경험칙에 속한다고 할 것이고 경험칙은 일종의 법칙이라고 할 것인바, 법관이 어떠한 경험칙의 유무를 판단하는데 있어서는 당사자의 주장이나 입증에 구애됨이 없이 법관 스스로의 직권에 의하여 이를 판단할 수 있다[1]

## 같이 보기
- 대한민국 민법 제1조 법의 근원
- 관습법
- 관습
- 관습헌법
- 법원 (법의 근원)
- 사실인 관습